# Пасечник, Сергей Иванович
Сергей Иванович Пасечник (17 марта 1958, Черновцы — 24 октября 2015) — советский футболист, защитник, российский тренер.

## Биография
Начал играть в 1976 году в команде второй лиги «Буковина» Черновцы. В 1978—1979 годах провёл 81 матч, забил один гол за СКА Львов. С 1979 года — в ЦСКА. 1 марта 1981 в кубковой игре против «Шинника» получил тяжёлую травму колена и вернулся на поле только в июле 1984. В 1985—1987 годах играл в первой лиге за СКА «Карпаты» Львов, после чего завершил карьеру.
Работал в футбольной школе ЦСКА с командой 1986 года рождения. В 1995—1998 годах — тренер в клубе «Фабус» Бронницы.
Скончался в октябре 2015 в возрасте 57 лет.